# Grenzstein 82

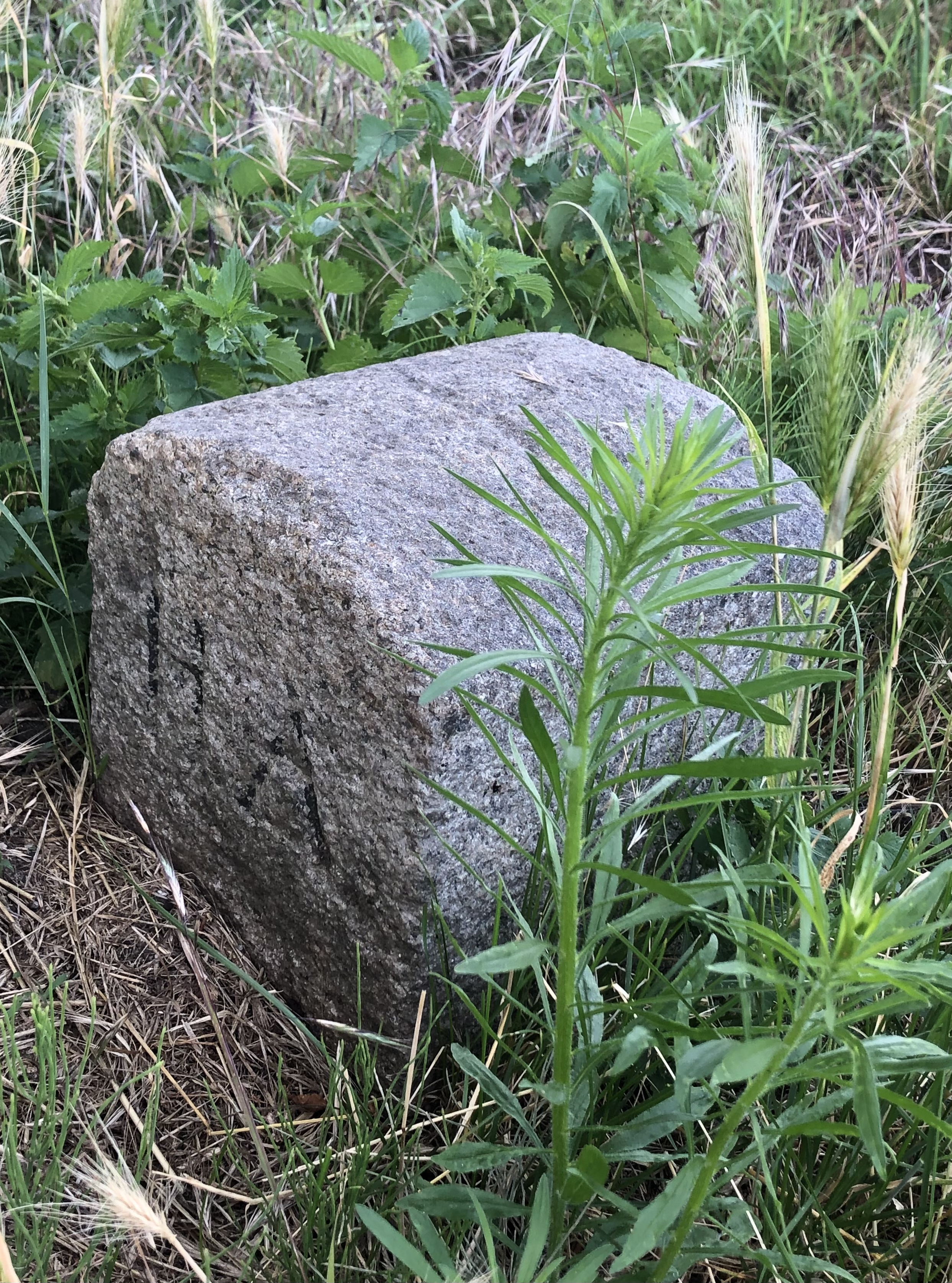
Grenzstein 82 mit der Inschrift H.A. im Jahr 2022

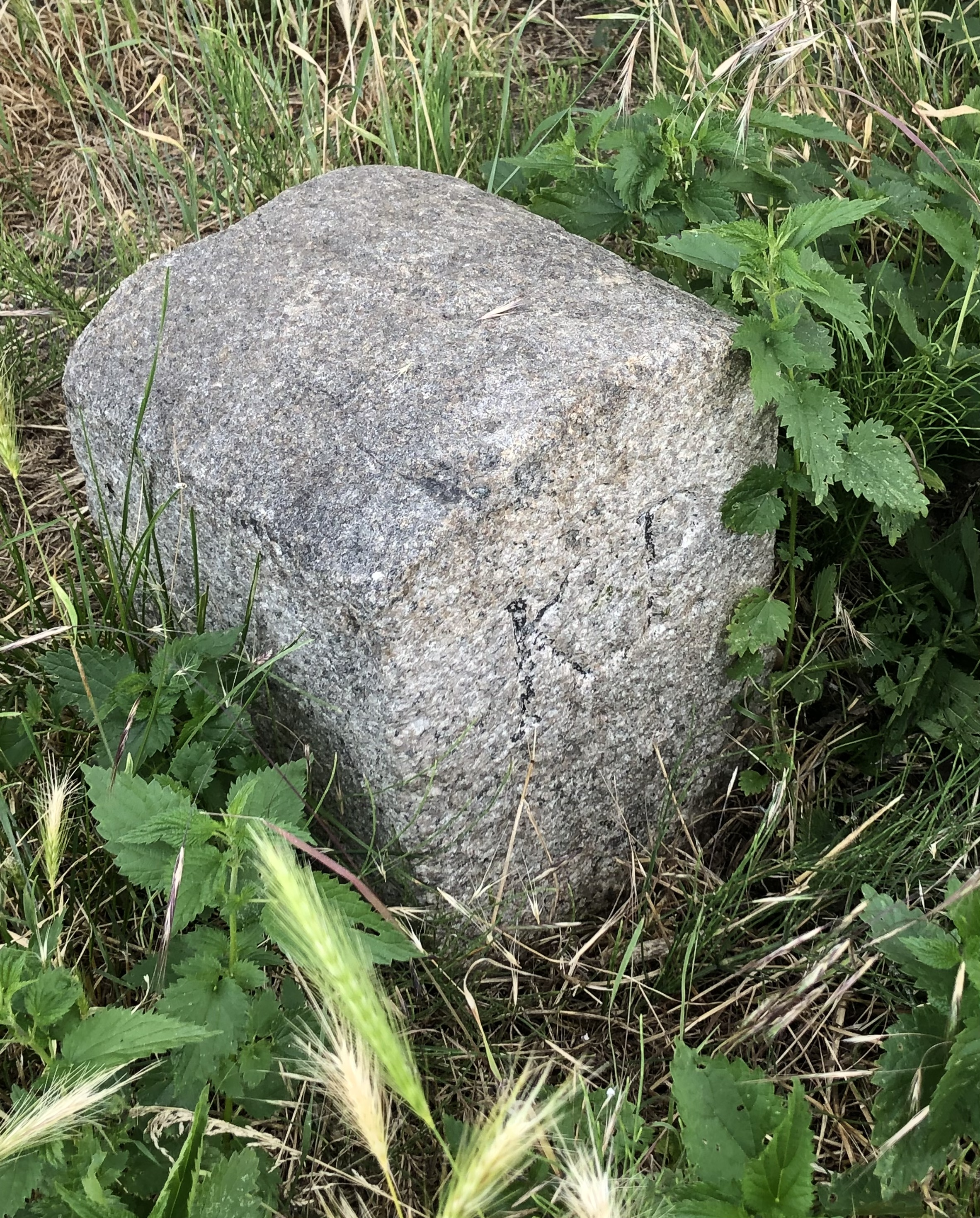
Ostseite mit der Inschrift K.P.

Der Grenzstein 82 ist ein denkmalgeschützter Grenzstein in Oranienbaum-Wörlitz in Sachsen-Anhalt.

## Lage
Der Stein steht am östlichen Stadtrand des Ortsteils Oranienbaum auf der Westseite des Grenzgrabens, an der Rückseite des Grundstücks Fronte 14a. Unmittelbar südlich des Steins führt eine kleine Brücke über den Graben zum Privatgrundstück. Etwas weiter südlich befindet sich der ebenfalls denkmalgeschützte Grenzstein 83.

## Architektur und Geschichte
Der Grenzstein markierte die Grenze zwischen dem westlich gelegenen Herzogtum Anhalt und dem Königreich Preußen. Auf die Länder verweisen die am Stein angebrachten Kürzel H.A. auf der Westseite für Herzogtum Anhalt und K.P. für das Königreich Preußen auf der Ostseite. Auf der nach Norden weisenden schmalen Seite des Grenzsteins befindet sich die Nummerierung des Steins mit der Nummer 82. Der Stein ist etwas kleiner ausgeführt als ältere Grenzsteine der Region, so dass er nach 1863 gesetzt worden sein muss. Er ist aus Granit gefertigt und oben abgerundet.
Im örtlichen Denkmalverzeichnis ist der Grenzstein unter der Erfassungsnummer 094 40197 als Baudenkmal eingetragen.